# Kai Arne Engelstad
Kai Arne Engelstad (né le 21 décembre 1954 à Oslo) est un ancien patineur de vitesse norvégien.

## Jeux olympiques
- Médaille de bronze sur 1 000 m en Jeux olympiques d'hiver de 1984 à Sarajevo (Yougoslavie)